# Арђестру (Сучава)
Арђестру (рум. Argestru) насеље је у Румунији у округу Сучава у општини Ватра Дорнеј. Oпштина се налази на надморској висини од 819 m.

## Становништво
Према подацима из 2002. године у насељу је живело 631 становника, од којих су сви румунске националности.